# Carlos Mauricio Iriarte Barrios
Carlos Mauricio Iriarte Barrios (Neiva, Huila, 10 de septiembre de 1962) es un abogado y político colombiano. 
Es egresado de la Universidad Externado de Colombia, con posgrados en Derecho Administrativo y Ciencias Políticas en la Universidad de París II y posee una amplia trayectoria en el sector público.

## Biografía

### Familia
Carlos Mauricio Iriarte nació en la ciudad de Neiva, capital del departamento de Huila, el 10 de septiembre de 1962 en el seno de una familia de clase media conformada por sus padres Carlos Julio Iriarte Villarruel y Lucila Barrios Gualtero, siendo el mayor de los hijos del matrimonio y el tercero por parte de su padre, quienes en su orden son: Clara, Danny, Carlos Mauricio, Claudia Liliana, Germán Alberto, Mónica y Olga Lucía.
Sus abuelos maternos son: Carlos Barrios Medellín y Tulia Gualtero de Barrios. Sus abuelos paternos son: Piar Iriarte y Sofía Villarruel.
Su esposa es María Fernanda Ramírez Mosquera, Ingeniera Química de la Universidad de América, con quien contrajo matrimonio el 17 de enero de 1998.

### Educación
Realizó su educación secundaria en el Colegio Cooperativo Salesiano San Medardo de Neiva. Se graduó de Abogado de la Universidad Externado de Colombia en 1984, realizando una especialización en Ciencias Políticas en la Universidad de París II en 1991, misma de la cual tiene una especialización en Derecho Administrativo adquirida en 1990.

## Carrera profesional
Su carrera política inició desde muy joven, cuando hizo parte del llamado Nuevo Liberalismo y acompañó por varios años en debates al líder, exsenador y candidato presidencial de esta colectividad, Luis Carlos Galán.
En su vida pública Carlos Mauricio Iriarte fue Concejal de Neiva, Secretario de Educación, Secretario de Obras Públicas, y Secretario de Gobierno del Huila. Así mismo, se desempeñó como Gerente del Instituto Colombiano para la Reforma Agraria, Incora; Gerente de las Empresas Públicas de Neiva, Gerente del Instituto para el Desarrollo de Huila y Director Jurídico del Fondo Nacional del Ahorro.

## Gobernador del Huila

### Gabinete departamental
El gabinete departamental de la gobernación del Huila está conformado por.
- Secretario General: Carlos Alberto Martín Salinas.
- Secretario de Agricultura: Eladio Vargas Trujillo.
- Secretario de Salud: Carlos Daniel Mazabel Córdoba.
- Secretaría de Hacienda: Luis Eduardo Serrano Tafur.
- Secretario de Cultura y Turismo: Jaime Alberto Perdomo Pacheco.
- Secretario de Vías e Infraestructura: Camilo Ospina Martínez.
- Directora de Planeación: Deyci Martina Cabrera Ochoa.
- Oficina de Infancia y la Mujer: Tania Beatriz Peñafiel España.
- Oficina de productividad y Competitividad: Luis Fernando Rojas Gómez.
- Director del Fondo de Vivienda: Luis Fernando Llanos Pabón.
- Secretaria de Gobierno: Sandra Ximena Calderón.
- Asesor de Despacho: Juan Carlos Charry.

## Carrera política
Su trayectoria política se ha identificado por:

### Cargos públicos
Entre los cargos públicos ocupados por Carlos Mauricio Iriarte Barrios, se identifican:
| Cargo público        | Partido político | Fecha Inicio        | Fecha Fin        |
| Gobernador del Huila | Unidad Regional  | 23 de abril de 2013 | diciembre \|2015 |